# Грб Свете горе
Грб Свете горе је незванични хералдички симбол аутономног региона под суверенитетом Грчке, Свете горе. Света гора, као монашка република са високим степеном аутономије, нема званично усвојен грб, већ за хералдичке потребе своје аутономије користи старе византијске симболе.
Симбол који се користи као грб Свете горе је једна од верзија породични грба династије Палеолог из XIII вијека.

## Опис грба
Двоглави златни орао наоружан црвеним језиком носи привезак са стилизованим монограмом Палеолога. Обје главе су крунисане мањим великашким крунама, а изнад је и већа империјална круна.
За разлику од других верзија грба Палеолога, крила код овог орла подсјећају на крила хришћанских серафима. Сличан грб се налази и на застави Свете горе, с тим да је застава златне боје, а орао црне.
Сличне симболе користе и институције Грчке православне цркве, те Цариградске патријаршије.

## Галерија
- Грб на застави Свете горе
- Поштанска маркица Свете горе из 1907.
- Грб на поштанској маркици Свете горе из 1916.
- Грб на документу који издаје Света гора